# Gast
Ein Gast (Mehrzahl Gäste) ist allgemein eine zum vorübergehenden Bleiben eingeladene oder willkommene Person, die einen Besuch macht oder ihren Urlaub verbringt. Ursprünglich bedeutete Gast „Fremdling“, wie auch verwandte Bezeichnungen in anderen germanischen Sprachen. Während einerseits Fremden Gastrecht zu gewähren war bis hin zu einer Gastfreundschaft, galt es andererseits vorsichtig zu sein, denn Fremde konnten feindliche Absichten hegen. In der Regel hält sich ein Gast immer nur für eine begrenzte Zeit beim Gastgeber auf. Die grammatisch männliche Personenbezeichnung Gast bezeichnet eine Person unabhängig von ihrem Geschlecht: Gäste sind willkommen! Seit Jahrhunderten findet sich aber stellenweise auch die unüblichere weibliche Form Gästin, die besonders durch den Diskurs um Gendersprache heute in breitere Verwendung gelangt.

## Wortherkunft
Zur Etymologie des Wortes Gast gibt der Duden an: „ursprünglich Fremdling“. Mit dieser Bedeutung findet sich gast bereits im Althoch- und Mittelhochdeutschen sowie im Altsächsischen, gasts im Gotischen, altnordisch gestr, altenglisch giest und altfriesisch jest, in slawischen (kirchenslawisch gostĭ) sowie in romanischen Sprachen (lateinisch hostis, hospes).
Das Frühneuhochdeutsche Wörterbuch erklärt den gast als „Fremder, Auswärtiger, Zugereister“ und findet für das Jahr 1481 auch die Wortbildung gastbrot als „Brot für Fremde“, verzeichnet aber als weitere Bedeutung von gast: „j., der von einem Gastgeber, Wirt beherbergt, bewirtet wird; Eingeladener, Besucher“. Interessant ist die Entwicklung im Lateinischen: Etymologisch verwandt ist das lateinische Wort „hostis“, was zunächst und ursprünglich nur „Fremder“ bedeutet, dessen Bedeutung sich dann jedoch in „aus der Fremde eindringende, feindliche Person, Feind“ wandelt.

## Moderne Verwendung
Als Gast gilt heute auch eine Person, die unentgeltlich oder gegen Entgelt beherbergt, bewirtet oder befördert wird (siehe Fahrgast). Im Gastgewerbe sind typische Beherbergungsunternehmen Gasthäuser, Herbergen, Hotels und Pensionen. Auch die Besucher von anderen Gastronomiebetrieben werden Gäste genannt.
Bei Auftritten und Konzerten, in Talk- oder Spielshows werden eingeladene Künstler als Gast vorgestellt. In Filmen und fiktiven Werken bezeichnet ein Gastauftritt oder englisch Cameo das überraschende, zeitlich kurze Auftreten einer bekannten Person.
Ein Gastfreund ist umgangssprachlich ein Freund an einem anderen Wohnort, bei dem eine Person als Besuch oder auf Reisen (regelmäßig) unterkommt. Ein Gastfreundschaftsnetzwerk ist ein soziales Netzwerk von Privatpersonen, die sich bereit erklären, Reisende für einen begrenzten Zeitraum ohne Bezahlung bei sich unterzubringen.